# 佩內多諾
40°59′15″N 7°23′40″W / 40.98750°N 7.39444°W

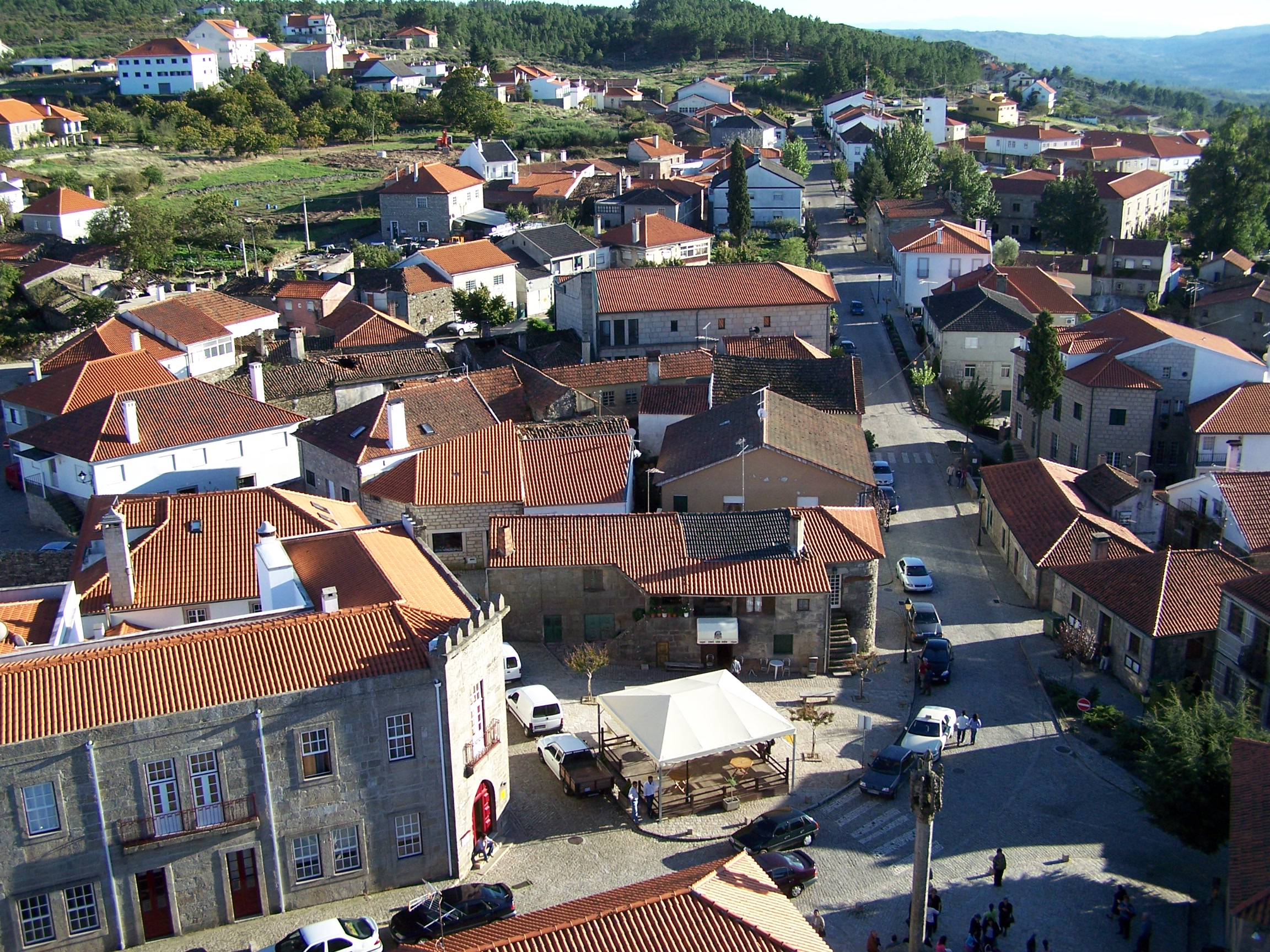

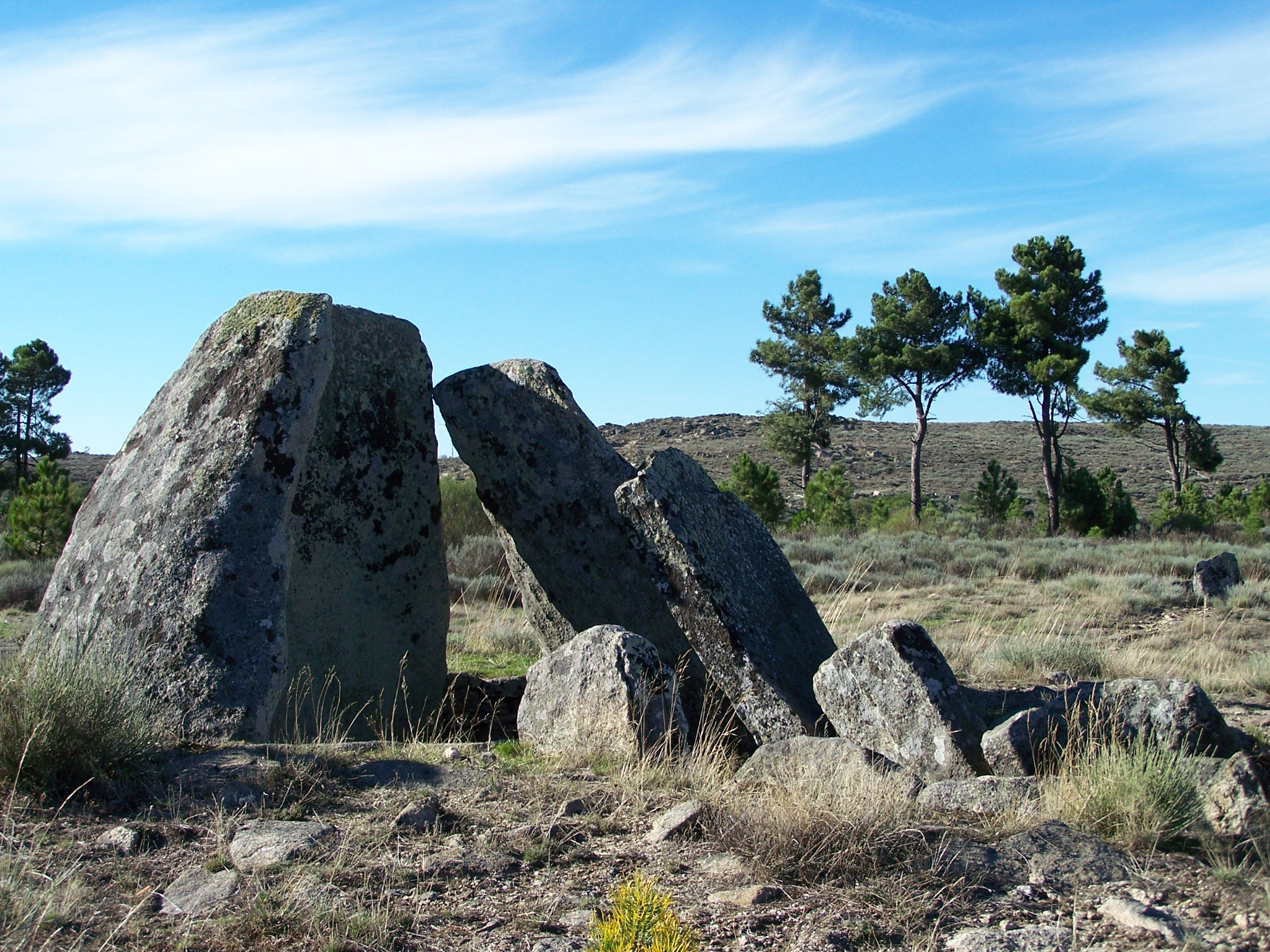

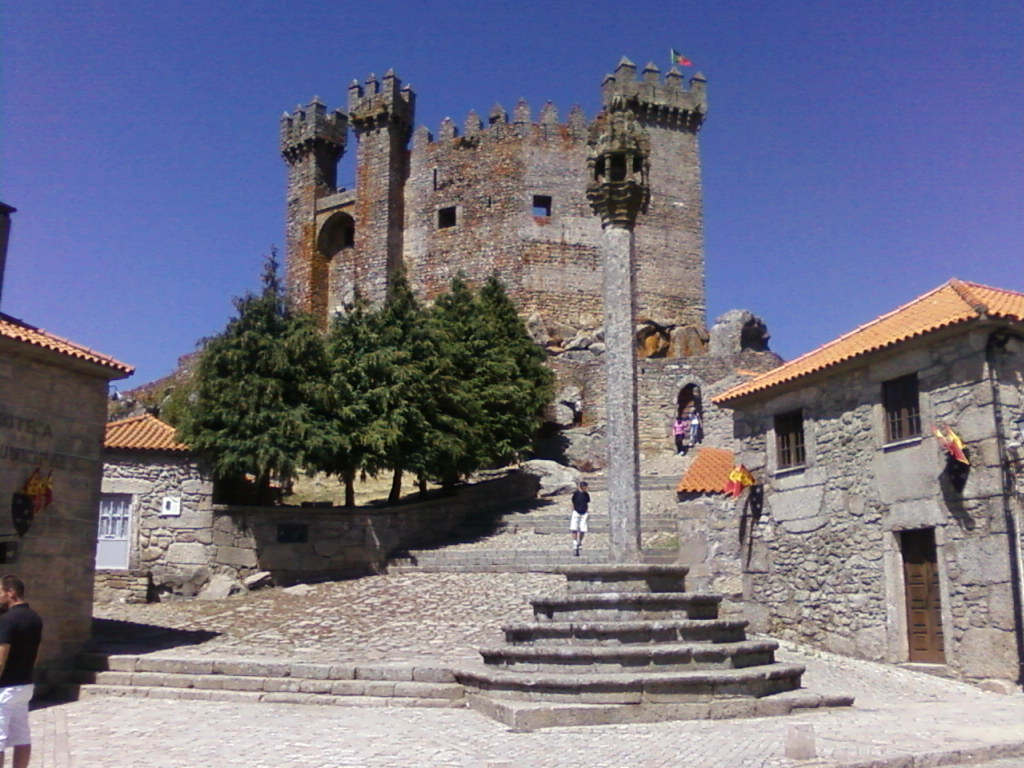

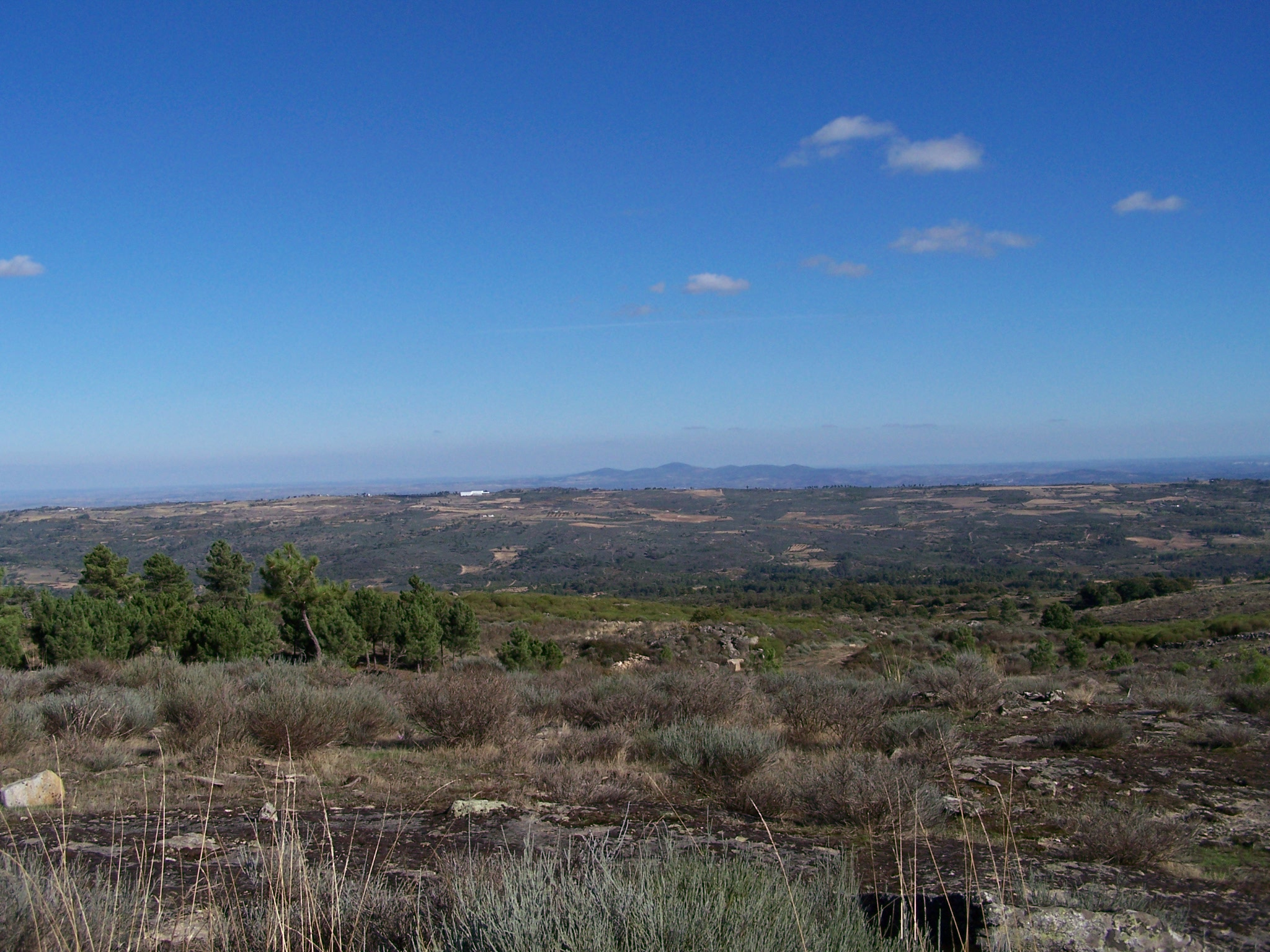

佩內多諾（葡萄牙語：Penedono），是葡萄牙的城鎮，位於該國中北部，由維塞烏區負責管轄，始建於1055年，面積133.71平方公里，2011年人口2,952，人口密度每平方公里22.08人。